# UMB Spedition
UMB Spedition este una dintre cele mai mari companii de construcții de drumuri din România.
Compania are sediul în Bacău și este deținută de omul de afaceri Dorinel Umbrărescu.
Umbrarescu este considerat un apropiat al demnitarilor PSD, partid de guvernământ în mandatul 2000-2004. În acea perioadă, Umbrărescu era partener de afaceri cu Dumitru Sechelariu, patronul firmei Selena din Bacău, al cărui frate, Sergiu, se ocupa cu coordonarea investițiilor în drumuri naționale.
Compania a construit mai multe segmente de autostrada și drum expres din  A1, A3, A7 și DEx12 (Balș - Pitești).
Număr de angajați în 2021: 42
Cifra de afaceri:
- 2021: 1.327.909.185 lei[5]
- 2020: 1.024.815.396 lei
- 2019: 280.285.695 lei
- 2018: 28.011.028 lei
- 2017: 104.829.743 lei
- 2016: 140.832.724 lei
- 2015:  210.367.608 lei
- 2014: 234.913.059 lei
- 2013: 469.491.555 lei
- 2012: 616.762.926 lei
- 2010: 161,3 milioane euro [6][7]
- 2009: 220,4 milioane euro [8]